# Lilies Handayani
Lilies Handayani (ur. 15 kwietnia 1965 w Surabaji) – indonezyjska łuczniczka. Srebrna medalistka olimpijska z Seulu.
Zawody w 1988 były jej jedynymi igrzyskami olimpijskimi. Indywidualnie zajęła 30 miejsce, w rywalizacji drużynowej Indonezyjki zajęły drugie miejsce. Partnerowały jej Nurfitriyana Saiman i Kusuma Wardhani.